# K League 1996
Die Professional Tournament 1996 war die viertzehnte Spielzeit der höchsten südkoreanischen Fußballliga. Die Liga bestand aus neun Vereinen. Suwon Samsung Bluewings trat in dieser Saison der K League bei.  Sie spielten jeweils viermal gegeneinander. Die Meister der Halbserien spielten in der Meisterschaft gegeneinander.

## Teilnehmende Mannschaften
folgende Mannschaften nahmen an der Professional Tournament 1996 teil:
| Verein                  | Ort       | Gründungsjahr | Heimspielstätte          | Vorjahresplatzierung HR/RR |
| ----------------------- | --------- | ------------- | ------------------------ | -------------------------- |
| Bucheon Yukong          | Bucheon   | 1982          | Mokdong-Stadion          | 5./2. Platz                |
| Anyang LG Cheetahs      | Anyang    | 1983          | Anyang-Stadion           | 8./6. Platz                |
| Cheonan Ihlwa Chunma    | Cheonan   | 1989          | Cheonan-Oryong-Stadion   | Meister                    |
| Pohang Atoms            | Pohang    | 1973          | Steel-Yard-Stadion       | Vizemeister                |
| Pusan Daewoo Royals     | Busan     | 1979          | Busan-Gudeok-Stadion     | 4./8. Platz                |
| Ulsan Hyundai Horang-i  | Ulsan     | 1983          | Ulsan-Gongseol-Stadion   | 2./3. Platz                |
| Jeonbuk Dinos           | Jeonju    | 1995          | Jeonju-Stadion           | 7./4. Platz                |
| Chunnam Dragons         | Gwangyang | 1995          | Gwangyang-Fußballstadion | 6./5. Platz                |
| Suwon Samsung Bluewings | Suwon     | 1996          | Suwon-Stadion            | Neu                        |

## Erste Halbserie
| Pl. | Verein                   | Sp. | S  | U | N | Tore    | Diff. | Punkte |
| --- | ------------------------ | --- | -- | - | - | ------- | ----- | ------ |
| 1.  | Ulsan Hyundai Horang-i   | 16  | 11 | 3 | 2 | 032:170 | +15   | 36     |
| 2.  | Pohang Atoms             | 16  | 10 | 5 | 1 | 024:120 | +12   | 35     |
| 3.  | Suwon Samsung Bluewings  | 16  | 9  | 3 | 4 | 028:180 | +10   | 30     |
| 4.  | Bucheon Yukong           | 16  | 5  | 5 | 6 | 028:290 | −1    | 20     |
| 5.  | Jeonbuk Dinos            | 16  | 5  | 4 | 7 | 021:250 | −4    | 19     |
| 6.  | Chunnam Dragons          | 16  | 5  | 3 | 8 | 018:290 | −11   | 18     |
| 7.  | Pusan Daewoo Royals      | 16  | 4  | 3 | 9 | 023:280 | −5    | 15     |
| 8.  | Anyang LG Cheetahs       | 16  | 4  | 3 | 9 | 021:280 | −7    | 15     |
| 9.  | Cheonan Ilhwa Chunma (M) | 16  | 2  | 5 | 9 | 017:260 | −9    | 11     |

| (M) | Amtierender Meister: Ihlwa Chunma |

## Zweite Halbserie
| Pl. | Verein                   | Sp. | S | U | N  | Tore    | Diff. | Punkte |
| --- | ------------------------ | --- | - | - | -- | ------- | ----- | ------ |
| 1.  | Suwon Samsung Bluewings  | 16  | 9 | 6 | 1  | 029:150 | +14   | 33     |
| 2.  | Bucheon Yukong           | 16  | 8 | 4 | 4  | 027:220 | +5    | 28     |
| 3.  | Pohang Atoms             | 16  | 7 | 5 | 4  | 030:260 | +4    | 26     |
| 4.  | Pusan Daewoo Royals      | 16  | 5 | 6 | 5  | 022:230 | −1    | 21     |
| 5.  | Cheonan Ilhwa Chunma (M) | 16  | 6 | 3 | 7  | 035:370 | −2    | 21     |
| 6.  | Chunnam Dragons          | 16  | 4 | 6 | 6  | 022:240 | −2    | 18     |
| 7.  | Jeonbuk Dinos            | 16  | 5 | 3 | 8  | 020:240 | −4    | 18     |
| 8.  | Anyang LG Cheetahs       | 16  | 4 | 5 | 7  | 023:280 | −5    | 17     |
| 9.  | Ulsan Hyundai Horang-i   | 16  | 5 | 0 | 11 | 028:370 | −9    | 15     |

| (M) | Amtierender Meister: Ihlwa Chunma |

## Meisterschafts-Play-off
Der Meister der ersten Halbserie spielte gegen den Meister der zweiten Halbserie in einer Play-off-Runde mit Hin- und Rückspiel um die Meisterschaft. Das Hinspiel fand am 9. November 1995 und das Rückspiel fand am 16. November 1995 statt. Der Sieger nahm an der Qualifikation zur Asian Club Championship 1997 teil.
|                        | Gesamt |                         | Hinspiel | Rückspiel |
| ---------------------- | ------ | ----------------------- | -------- | --------- |
| Ulsan Hyundai Horang-i | 3:2    | Suwon Samsung Bluewings | 0:1      | 3:1       |